# Șendrești
Șendrești – wieś w Rumunii, w okręgu Bacău, w gminie Motoșeni. W 2011 roku liczyła 403 mieszkańców.